# Ibrahimpatnam (Andhra Pradesh)
Ibrahimpatnam es una ciudad censal situada en el distrito de Krishna  en el estado de Andhra Pradesh (India). Su población es de 29432 habitantes (2011). Se encuentra a orillas del río Krishná, a 38 km de Guntur y a 21 km de Vijayawada. 

## Demografía
Según el censo de 2011 la población de Ibrahimpatnam era de 29432 habitantes, de los cuales 13690 eran hombres y 15742 eran mujeres. Ibrahimpatnam tiene una tasa media de alfabetización del 78,37%, superior a la media estatal del 67,02%: la alfabetización masculina es del 82,28%, y la alfabetización femenina del 75,01%.